# CopStories
CopStories ist eine österreichische Fernsehserie, die vom 5. März 2013 bis 19. Februar 2019 auf ORF eins zu sehen war. Die Idee zur Serie stammt aus den Niederlanden. Sie ist ein Remake der Fernsehserie Van Speijk, die in den Niederlanden zwischen 2006 und 2007 in drei Staffeln produziert wurde. In CopStories wurden die Drehbücher jedoch österreichischen Gegebenheiten angepasst.

## Handlung
Die Serie spielt im 16. Wiener Gemeindebezirk Ottakring. Im Mittelpunkt steht der oft harte Arbeitsalltag österreichischer Polizisten, die realistische Darstellung von Kriminalfällen, aber auch das Privatleben der Beteiligten. Vielfach haben die Probleme ihre Ursache darin, dass Wien eine in besonders hohem Maße multikulturelle Stadt ist, in der Menschen aus unterschiedlichsten Ländern mit teilweise erheblich voneinander abweichenden Wertesystemen aufeinandertreffen.

## Produktion
Hergestellt wird die Serie von der Gebhardt Productions GmbH. Die Dreharbeiten zur ersten Staffel fanden zwischen Juni und September 2012 in Wien und Umgebung statt. Wie bereits erwähnt, stammt die Inspiration zur Serie aus den Niederlanden. Dabei wurden selbst einige Namen übernommen. So heißt der Abteilungsinspektor Altan Uslu auch in der niederländischen Version Altan Uslu. Aus Tina Zonderland wurde Tina Zauner und aus Sylvester Daals wurde in Österreich ganz simpel Sylvester Thaler.
2013 wurde eine zweite und 2014 eine dritte Staffel gedreht. Die Ausstrahlung der 2. Staffel startete am 30. September 2014 um 21:05 Uhr in ORF eins. Im Mai 2015 wurde mit den Dreharbeiten zur vierten Staffel begonnen.
Die dritte und vierte Staffel wurden zwar 2014 bzw. 2015 fertiggestellt, die Ausstrahlung wurde jedoch aus bilanztechnischen Gründen vorerst verschoben, da die Kosten für eine Produktion erst im Jahr der Ausstrahlung bilanzwirksam werden und bis 2017 nicht ausreichend Abspielbudget vorhanden war.
Im Dezember 2016 entstand unter der Regie von Barbara Eder der erste CopStories-Spielfilm mit dem Titel Stille Nacht, der am 17. Dezember 2019 erstmals im ORF ausgestrahlt wurde.
Die dritte Staffel wurde erstmals ab 14. August 2018 auf ORF eins gezeigt. Regie führten Michi Riebl, Christopher Schier und Umut Dağ.

## Ausstrahlung

### Staffel 1
Die Erstausstrahlung der ersten Staffel sendete der österreichische Fernsehsender ORF eins vom 5. März 2013 bis zum 7. Mai 2013.
| Nr. (ges.) | Nr. (St.) | Originaltitel     | Erstausstrahlung Österreich | Ausstrahlung Deutschland (BR) |
| ---------- | --------- | ----------------- | --------------------------- | ----------------------------- |
| 1          | 1         | Bahöh             | 5. März 2013                | 8. November 2013              |
| 2          | 2         | Zund              | 5. März 2013                | 15. November 2013             |
| 3          | 3         | Liebesg’schichten | 12. März 2013               | 22. November 2013             |
| 4          | 4         | Und gusch!        | 19. März 2013               | 29. November 2013             |
| 5          | 5         | Strizzi           | 26. März 2013               | 14. Dezember 2013             |
| 6          | 6         | Nackerpatzl       | 2. Apr. 2013                | 21. Dezember 2013             |
| 7          | 7         | Dillo             | 9. Apr. 2013                | 28. Dezember 2013             |
| 8          | 8         | Oida?             | 23. Apr. 2013               | 3. Jänner 2014                |
| 9          | 9         | Kopfschüssler     | 30. Apr. 2013               | –                             |
| 10         | 10        | Bist du deppert   | 7. Mai 2013                 | –                             |

### Staffel 2
Die Erstausstrahlung der zweiten Staffel sendete ORF eins ab dem 30. September 2014 bis zum 2. Dezember 2014.
| Nr. (ges.) | Nr. (St.) | Originaltitel | Erstausstrahlung Österreich |
| ---------- | --------- | ------------- | --------------------------- |
| 11         | 1         | Kinderspül    | 30. Sep. 2014               |
| 12         | 2         | Koide Oide    | 7. Okt. 2014                |
| 13         | 3         | Teufelsroller | 14. Okt. 2014               |
| 14         | 4         | Jössas!       | 21. Okt. 2014               |
| 15         | 5         | Dreck         | 28. Okt. 2014               |
| 16         | 6         | Kleinvieh     | 4. Nov. 2014                |
| 17         | 7         | Oh Gott!      | 11. Nov. 2014               |
| 18         | 8         | Au weh        | 18. Nov. 2014               |
| 19         | 9         | Muckibude     | 25. Nov. 2014               |
| 20         | 10        | Alles Liebe   | 2. Dez. 2014                |

### Staffel 3
Die Erstausstrahlung der dritten Staffel sendete ORF eins ab dem 14. August 2018.
| Nr. (ges.) | Nr. (St.) | Originaltitel          | Erstausstrahlung Österreich |
| ---------- | --------- | ---------------------- | --------------------------- |
| 21         | 1         | Alohool                | 14. Aug. 2018               |
| 22         | 2         | Bitte ned              | 21. Aug. 2018               |
| 23         | 3         | Schmähstad             | 28. Aug. 2018               |
| 24         | 4         | Herz … Schmerz         | 4. Sep. 2018                |
| 25         | 5         | Ewig her               | 18. Sep. 2018               |
| 26         | 6         | Hin und her            | 25. Sep. 2018               |
| 27         | 7         | Haaße Luft             | 2. Okt. 2018                |
| 28         | 8         | Undiplomatisch         | 9. Okt. 2018                |
| 29         | 9         | Schatzilein            | 23. Okt. 2018               |
| 30         | 10        | Leben und leben lassen | 30. Okt. 2018               |

### Staffel 4
Die Erstausstrahlung der vierten Staffel sendete ORF eins ab dem 6. November 2018.
| Nr. (ges.) | Nr. (St.) | Originaltitel      | Erstausstrahlung Österreich |
| ---------- | --------- | ------------------ | --------------------------- |
| 31         | 1         | Blede Gschicht     | 6. Nov. 2018                |
| 32         | 2         | Arsch bleibt Arsch | 13. Nov. 2018               |
| 33         | 3         | Wache Birn         | 20. Nov. 2018               |
| 34         | 4         | Aufblattelt        | 27. Nov. 2018               |
| 35         | 5         | Wettschulden       | 4. Dez. 2018                |
| 36         | 6         | Herzkönig          | 11. Dez. 2018               |
| 37         | 7         | Na Hawedere        | 22. Jan. 2019               |
| 38         | 8         | Wird’s bald        | 5. Feb. 2019                |
| 39         | 9         | Blöd gelaufen      | 12. Feb. 2019               |
| 40         | 10        | Und aus            | 19. Feb. 2019               |